# Union syndicale des magistrats
L'Union syndicale des magistrats (USM) est un syndicat professionnel des magistrats de l'ordre judiciaire français, créé en 1974 à l'initiative d'André Braunschweig, pour succéder à l'Union fédérale des magistrats, association professionnelle datant de 1945. Revendiquant depuis sa création de mener une action apolitique et pluraliste, l'USM à obtenu 62 % des voix aux élections professionnelles en 2022, loin devant les 33 % du Syndicat de la magistrature.

## Représentativité

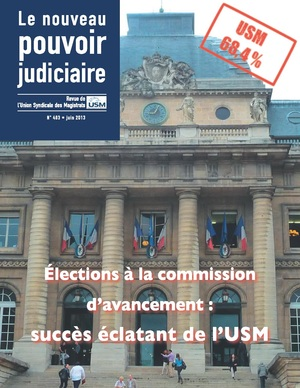
Couverture du numéro 403 (juin 2013) de la revue de l'USM, Le nouveau pouvoir judiciaire (NPJ).

L’USM est de longue date l'organisation majoritaire dans la magistrature, où la représentativité est déterminée par le renouvellement tous les 3 ans de la commission d'avancement.
Les élections de juin 2013 ont vu progresser de près de 10 points l’USM, avec 68,4 % des voix, contre 25,2 % au Syndicat de la magistrature et 6,4 % à FO-magistrats ,. 
L'USM reste depuis majoritaire à plus de 60 %. Elle a obtenu 62,8 % en juin 2022. Les deux syndicats historiques de la magistrature, le SM et l'USM, dominent un paysage syndical où peinent à s'implanter les autres: en 2022, les branches magistrature judiciaire de FO et de la CFDT ne recueillaient respectivement que 7,5 % et 0,6 % des suffrages.
L’USM s’appuie sur une base d'au moins 2000 adhérents, environ un quart de la totalité des magistrats.

## Missions

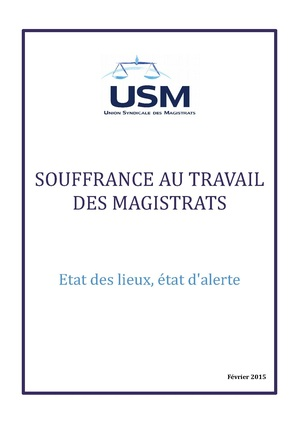
Couverture du livre blanc publié par l'USM sur la souffrance au travail dans la magistrature. Février 2015

Selon ses statuts (article 2), l'USM se donne pour mission d’assurer « l’indépendance de la fonction judiciaire, garantie essentielle des droits et
libertés du citoyen, de défendre les intérêts moraux et matériels des magistrats de l’ordre judiciaire et des auditeurs de justice, notamment en ce qui concerne leur recrutement, leur formation et l’évolution de leur vie professionnelle, de contribuer au progrès du droit et des institutions judiciaires, afin de promouvoir une justice accessible, efficace et humaine ».

## Organisation
L'USM est structurée en unions régionales (une par ressort de Cour d'Appel, une pour les magistrats détachés ou en poste à la Chancellerie). Les « UR » disposent d'un délégué élu par les adhérents locaux. Les juridictions les plus importantes disposent également de sections syndicales.
Ce maillage local permet à l'USM d'être représentée au sein des commissions permanentes des juridictions et des comités d'hygiène et sécurité départementaux, en association depuis 2011 pour cette structure de prévention avec l'UNSA.

## Les congrès de l’USM
Le congrès annuel est organisé par tradition en alternance au Palais de justice de Paris et dans une Cour d'Appel de province. Le président du syndicat et les membres du conseil national sont élus tous les deux ans, les années paires, à l'occasion du congrès « de province ». Le conseil national élit en son sein le bureau chargé d'administrer en son nom le syndicat.
Le congrès du quarantenaire de la transformation de l'ancienne Union fédérale des magistrats en syndicat a eu lieu à Bordeaux, du 10 au 12 octobre 2014, en présence de la garde des Sceaux Christiane Taubira.
Au fil des ans, le congrès de l'USM est devenu un moment important de l'année judiciaire, traditionnellement marqué par l'invitation faite au garde des Sceaux en exercice, quelle que soit sa couleur politique,. Rachida Dati ne s'y est pas rendue en 2008, se faisant remplacer par le secrétaire général de la Chancellerie, Gilbert Azibert.
Rompant avec cette tradition, l'USM n'a pas invité le garde des Sceaux Éric Dupond-Moretti à ses congrès 2021 et 2022.

### Présidents
- André Braunschweig (tr) (1974-1978)
- Jean-Marie Desjardins (1978-1982)[11]
- Jean-Jacques Gomez (1982-1988)
- Michel Joubrel (1988-1992)
- Claude Pernollet (1992-1998)
- Valéry Turcey (1998-2002)
- Dominique Barella (2002-2006)
- Bruno Thouzellier (2006-2008)
- Christophe Régnard (2008-2014)
- Virginie Duval (2014-2018)
- Céline Parisot (2018-2022)
- Ludovic Friat (depuis 2022)

## Action internationale
L'USM est membre de l'Union Internationale des Magistrats, rassemblement de 94 associations nationales de magistrats créé en 1953. Basé à Rome, cet organisme est consultant auprès de l'ONU et du Conseil de l'Europe.
Christophe Régnard, ancien président de l'USM, a été élu président de l'UIM en 2016.

## Publications syndicales

### Revue et ouvrages à diffusion interne

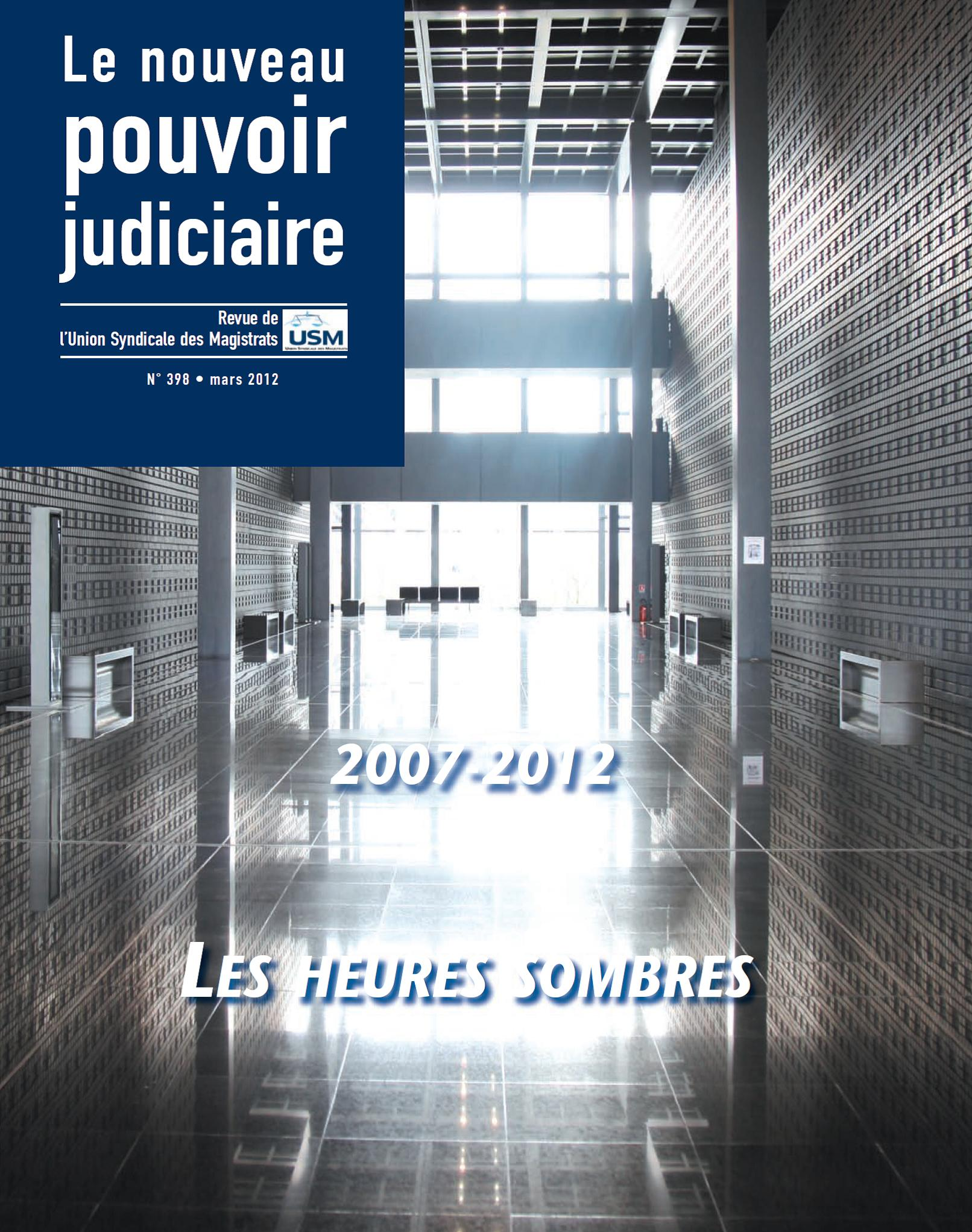
Couverture du numéro 398 (mars 2012) de la revue de l'USM, Le nouveau pouvoir judiciaire (NPJ).

L'USM diffuse sur abonnement une revue trimestrielle, Le Nouveau Pouvoir Judiciaire, publication créée à la Libération en 1945 par l'ancienne Union Fédérale des Magistrats. 
En mai 2010, elle a diffusé pour la première fois à l'ensemble des magistrats un guide de leurs droits (statut, conditions de travail, droit à la formation). Ce guide est depuis mis à jour et rediffusé tous les trois ans.

### Publications destinées au grand public
L'USM a rendu public en novembre 2010 un livre blanc sur l'état de la justice en France, bilan dressé à l'issue d'une tournée dans la quasi-totalité des juridictions de métropole.
À titre exceptionnel, le numéro de mars 2012 du NPJ, consacré au bilan de la politique judiciaire menée pendant le quinquennat de Nicolas Sarkozy, avait fait l'objet d'une diffusion publique, via notamment le réseau social twitter.
Le 19 février 2015, l'USM a mis en ligne sur son site un "livre blanc sur la souffrance au travail des magistrats". Reprenant de nombreux témoignages de terrain anonymisés, cet ouvrage publié sous la forme d'un fichier pdf téléchargeable, décrit le malaise de l'ensemble de la profession et l'insuffisante prise en compte par la Chancellerie des risques psycho-sociaux,. Sa version « papier » a été adressée à toutes les autorités de l'État. Le guide des droits des magistrats figure sur le site internet de l’USM.

## Siège
- Jusque 2014 : 33, rue du Four 75006 Paris
- Depuis 2014 : 18, rue de la Grange-Batelière 75009 Paris

## Prises de position

### Nicolas Sarkozy
Lors de l'élection présidentielle française de 2012, l'USM critique « au vitriol » (selon Le Monde) la politique de Nicolas Sarkozy en matière de justice, dans un bilan intitulé Les heures sombres, qui dénonce des pressions sur la magistrature, mais aussi la réforme de la carte judiciaire ayant fait disparaître de nombreux tribunaux, en estimant que les ressources humaines ont été gérées de manière « désastreuse ». Ce dernier avait mis en cause la magistrate qui a instruit son dossier personnel, en dévoilant qu’elle est adhérente du Syndicat de la magistrature (SM), mise en cause critiquée par l’USM.

### Éric Dupond-Moretti
Le 17 décembre 2020, l'Union syndicale des magistrats et le Syndicat de la magistrature déposent une plainte conjointe devant la Cour de justice de la République contre le ministre de la Justice du chef de prise illégale d'intérêts, à la suite du déclenchement de poursuites disciplinaires contre plusieurs magistrats dont il s'était publiquement plaint quand il était avocat, dans des dossiers qu’il plaidait pour des clients, s'agissant notamment de magistrats du Parquet national financier.